# Servei d'Informació del Nord-est d'Espanya
El Servei d'Informació del Nord-est d'Espanya (SIFNE) va ser un servei d'espionatge creat durant la Guerra civil espanyola en la zona revoltada. Va ser creat l'agost de 1936 pel general Emilio Mola, encara que en la direcció també van destacar Josep Bertran i Musitu i José Quiñones de León. El seu àmbit d'operacions va ser a la zona republicana, amb Biàrritz com a base d'operacions principal. El SIFNE va establir una important xarxa d'espionatge a Barcelona i Catalunya.
Va desaparèixer al febrer de 1938, quan va ser integrat en el Servei d'Informació i Policia Militar (SIPM).